# Pokémon: Kyurem kontra Miecz Sprawiedliwości
Pokémon: Kyurem kontra Miecz Sprawiedliwości (jap. 劇場版ポケットモンスター ベストウイッシュ キュレムVS聖剣士 ケルディオ Gekijōban Poketto Monsutā Besuto Uisshu Kyuremu tai Seikenshi Kerudio) – piętnasty film o Pokémonach na podstawie anime Pokémon, którego premiera w Japonii odbyła się 14 lipca 2012 roku. W Polsce premiera filmu odbyła się w 23 czerwca 2013 roku na antenie Disney XD. 23 sierpnia 2013 roku został wydany na DVD przez TiM Film Studio.

## Postaci
- Ash – Rica Matsumoto
- Pikachu – Ikue Ōtani
- Iris – Aoi Yūki
- Cilan – Mamoru Miyano
- Narrator – Unshō Ishizuka

## Wersja polska
Wersja polska: SDI Media Polska

Reżyseria i dźwięk: Adam Łonicki

Tłumaczenie, dialogi i teksty piosenek: Anna Wysocka

Montaż dźwięku: SDI Media Polska

Montaż i edycja wideo: Mateusz Woźniczka, Marcin Hendiger

Kierownictwo produkcji: Anita Ucińska, Natalia Terentyeva i Paweł Przedlacki

Udział wzięli:
- Adam Pluciński − Keldeo
- Hanna Kinder-Kiss − Ash
- Robert Kuraś − Cilan
- Justyna Bojczuk − Iris
- Przemysław Nikiel − Czarny Kyurem
- Wojciech Machnicki − Terrakion
- Miłogost Reczek − Cobalion
- Anna Gajewska − Virizion
- Krzysztof Cybiński − Biały Kyurem
- Joanna Węgrzynowska − Siostra Joy
- Mikołaj Klimek − Narrator
- Agnieszka Pawełkiewicz
- Julia Kołakowska − Malin
- Elżbieta Gaertner − Nestorka
- Izabela Dąbrowska

i inni
Wykonanie piosenek:
- „Rival Destinies”: Ewa Broczek, Juliusz Kuźnik, Paweł Piecuch
- „It's All Inside of You”: Ewa Broczek

## Odbiór
Film zarobił ponad 3,6 miliarda jenów, uplasowując się na siódmym miejscu najlepiej zarabiających japońskich filmów w Japonii w 2012 roku.